# Karel Halík
Karel Halík (ur. 21 grudnia 1883 w Pradze, zm. ?) – czeski zapaśnik reprezentujący Czechy oraz Czechosłowację. Dwukrotny nieoficjalny wicemistrz Europy z 1909 (waga do 62,5 kg w stylu klasycznym) i 1910 roku (waga do 70 kg w stylu klasycznym). Startował w wadze lekkiej na igrzyskach w Londynie w 1908 roku, igrzyskach w Sztokholmie w 1912 roku i igrzyskach w Antwerpii w 1920 roku. Startował w barwach Athletik Club Zizka Parah.